# David Chabala
David Efford Chabala, plus connu sous le nom d'Efford Chabala (né le 2 février 1960 à Mufulira à l'époque en Fédération de Rhodésie et aujourd'hui en Zambie, et mort le 27 avril 1993 dans l'océan Atlantique au large des côtes du Gabon lors d'un accident d'avion) est un joueur de football international zambien, qui évoluait au poste de gardien de but.

## Biographie

### Carrière en club
Avec le club de Mufulira Wanderers, il remporte un championnat de Zambie et une Coupe de Zambie.

### Carrière en sélection
Avec l'équipe de Zambie, il joue 108 matchs (pour aucun but inscrit) entre 1983 et 1993[réf. nécessaire]. 
Il figure dans le groupe des sélectionnés lors des Coupes d'Afrique des nations de 1986, de 1990 et de 1992. La sélection zambienne se classe troisième de la compétition en 1990.
Il participe également aux Jeux olympiques d'été de 1988 organisés en Corée du Sud. Lors du tournoi olympique, il dispute 4 matchs et la sélection zambienne atteint le stade des quarts de finale.
Il joue enfin 16 matchs comptant pour les tours préliminaires de la coupe du monde, lors des éditions 1986, 1990 et 1994.

## Palmarès
Mufulira Wanderers
- Championnat de Zambie (1) :
  - Champion : 1978.

- Coupe de Zambie (1) :
  - Vainqueur : 1988.
  - Finaliste : 1978.